# Amblyodipsas polylepis
Amblyodipsas polylepis (звичайна пурпурово-блискуча змія) — вид отруйних змій родини земляних гадюк (Atractaspididae). Мешкає в Африці на південь від Сахари.

## Підвиди
Виділяють два підвиди:
- Amblyodipsas polylepis polylepis (Bocage, 1873) — Центральна і Південна Африка;
- Amblyodipsas polylepis hildebrandtii (Peters, 1877) — узбережжя Танзанії, Кенії і південного Сомалі.

## Поширення і екологія
Amblyodipsas polylepis мешкають в Анголі, Намібії, Ботсвані, Південно-Африканській Республіці, Есватіні, Мозамбіці, Замбії, Зімбабве, Малаві, Танзанії, Кенії і Сомалі. Вони живуть у вологих і сухих тропічних лісах, в прибережних лісах і саванах , на висоті до 1500 м над рівнем моря.